# Iveco RAVx6 Duffy
L'Iveco RAVx6 Duffy est un véhicule de sauvetage amphibie unique en son genre. Il remplace dans ce type de véhicule, les fameux Fiat 6640A et Iveco 6640 G. Bien que ce soit à l'origine un produit destiné au marché civil, il est à classer dans les véhicules militaires pour ses très nombreuses utilisations par les services publics de la Protection civile italienne et d'autres nations, mais aussi les forces armées et les pompiers.
Ce nouveau véhicule a été présenté officiellement lors du Salon nautique international de Gènes en octobre 2012.
Le projet, né de l'expérience acquise avec les modèles précédents, a demandé une longue mise au point, attendu que la demande des services de secours portait sur un véhicule à haute capacité de transport pour l'approvisionnement des populations isolées à la suite des inondations ou le sauvetage des populations.
L'Iveco RAVx6 « Duffy » a été conçu et construit pour garantir un maximum de sécurité dans toutes les opérations de sauvetage dans des situations d’urgence comme les inondations. Le véhicule est capable de manœuvrer dans l’eau, tout comme sur et hors route ainsi que sur des terrains accidentés et très boueux. Il est équipé de différentiels sur les trois essieux avant, central et arrière, dont les dimensions ont été adaptées pour permettre au véhicule d'intervenir dans les conditions les plus difficiles.
Le RAVx6 « Duffy » est construit sur un châssis 6x6 de 15 tonnes. Doté d'un moteur FPT Industrial N60 ENT associé à une boîte de vitesses automatique et d'une suspension hydropneumatique indépendante sur chaque roue, le véhicule atteint la vitesse de 85 km/h sur route.
Le véhicule est doté d’un système de secours qui permet la navigation amphibie à une vitesse de deux nœuds à pleine charge en cas de panne du moteur principal. La cabine, en alliage léger, est entièrement fermée et pourvue de deux portes latérales. Elle peut accueillir deux opérateurs, en plus du conducteur.